# Миле Дошеновић
Миле Дошеновић (Фајтовци, Сански Мост, 16. септембар 1944) је пензионисани пуковник Војске Републике Српске.

## Биографија
Подофицирску школу везе завршио је 1962. у Шентвиду (Љубљана), а у Београду Војну академију копнене војске, смјер везе, 1967. године, и Генералштабну војну академију, 1984. године. Службовао је у гарнизонима Батајница, Ластово, Нови Сад, Сремска Митровица, Београд, Дрвар, Бања Лука. Службу у Југословенској народној армијији завршио је као референт за студије и унапређење наставе у наставно-научном одсјеку Школског центра везе у Београду. У Војсци Републике Српске је ступио 12. маја 1992. Био је начелник везе у 11. оперативној групи на Купресу, начелник везе у 7. купрешко-шиповској пјешадијској бригади, референт везе у органу везе 2. крајишког корпуса, начелник везе у истом корпусу, помоћник команданта 2. крајишког корпуса за сарадњу са цивилним структурама и војним структурама ван Војске Републике Српске, а са те дужности пензионисан је августа 1996.

## Одликовања и признања
- Орденом за војне заслуге са сребрним мачевима,
- Орденом народне армије са сребрном звијездом,[1]